# 대한민국 상법 제668조
대한민국 상법 제668조는 보험계약의 목적에 대한 상법 보험법의 조문이다.

## 조문
제668조 (보험계약의 목적) 보험계약은 금전으로 산정할 수 있는 이익에 한하여 보험계약의 목적으로 할 수 있다.

## 해설
금전으로 산정할 수 없는 정신적, 감정적 이익을 피보험이익으로 보험계약을 할 수 없다.

## 사례
- 한보험주식회사에서 기분보장보험을 출시하여서 일년간 기분이 꿀꿀할 경우 보상을 해주는 상품을 출시할 경우, 보험법 위반이다.

## 같이 보기
- 피보험이익
- 보험법